# Xã Hanover, Quận Jefferson, Indiana
Xã Hanover (tiếng Anh: Hanover Township) là một xã thuộc quận Jefferson, tiểu bang Indiana, Hoa Kỳ. Năm 2010, dân số của xã này là 5.366 người.